# Cincinnati Open 2011 - Qualificazioni singolare femminile
Le qualificazioni del singolare femminile del Cincinnati Open 2011 sono state un torneo di tennis preliminare per accedere alla fase finale della manifestazione. I vincitori dell'ultimo turno sono entrati di diritto nel tabellone principale. In caso di ritiro di uno o più giocatori aventi diritto a questi sono subentrati i lucky loser, ossia i giocatori che hanno perso nell'ultimo turno ma che avevano una classifica più alta rispetto agli altri partecipanti che avevano comunque perso nel turno finale.

## Giocatrici

### Teste di serie
1. María José Martínez Sánchez (ultimo turno) (Lucky Loser)
2. Petra Cetkovská (qualificata)
3. Ksenija Pervak (primo turno)
4. Kimiko Date Krumm (qualificata)
5. Bojana Jovanovski (qualificata)
6. Alberta Brianti (primo turno)
7. Sofia Arvidsson (ultimo turno) (Lucky Loser)
8. Pauline Parmentier (ultimo turno) (Lucky Loser)
9. Monica Niculescu (qualificata)
10. Elena Baltacha (primo turno)
11. Mathilde Johansson (primo turno)
12. Johanna Larsson (ultimo turno)

1. Sania Mirza (ultimo turno)
2. Anastasija Sevastova (ultimo turno)
3. Kateryna Bondarenko (ultimo turno)
4. Gréta Arn (primo turno)
5. Barbora Záhlavová-Strýcová (primo turno)
6. Alla Kudrjavceva (primo turno)
7. Virginie Razzano (primo turno)
8. Akgul Amanmuradova (ultimo turno)
9. Irina Falconi (primo turno)
10. Tamarine Tanasugarn (primo turno)
11. Carla Suárez Navarro (primo turno)
12. Zheng Jie (qualificata)

## Qualificate
1. Petra Martić
2. Petra Cetkovská
3. Jill Craybas
4. Kimiko Date Krumm
5. Bojana Jovanovski
6. Eléni Daniilídou

1. Chanelle Scheepers
2. Anastasija Rodionova
3. Monica Niculescu
4. Zhang Shuai
5. Alexa Glatch
6. Zheng Jie

## Tabellone qualificazioni

### Sezione 1
|  | Primo turno | Primo turno                 | Primo turno                 | Primo turno | Primo turno |  |  | Ultimo turno | Ultimo turno                | Ultimo turno                | Ultimo turno | Ultimo turno |  |
|  |             |                             |                             |             |             |  |  |              |                             |                             |              |              |  |
|  | 1           | María José Martínez Sánchez | María José Martínez Sánchez | 6           | 6           |  |  |              |                             |                             |              |              |  |
|  | WC          | Laura Robson                | Laura Robson                | 2           | 4           |  |  | 1            | María José Martínez Sánchez | María José Martínez Sánchez | 4            | 3            |  |
|  |             | Petra Martić                | Petra Martić                | 6           | 6           |  |  |              | Petra Martić                | Petra Martić                | 6            | 6            |  |
|  | 23          | Carla Suárez Navarro        | Carla Suárez Navarro        | 2           | 1           |  |  |              |                             |                             |              |              |  |

### Sezione 2
|  | Primo turno | Primo turno         | Primo turno         | Primo turno | Primo turno |  |  | Ultimo turno | Ultimo turno        | Ultimo turno | Ultimo turno | Ultimo turno |  |
|  |             |                     |                     |             |             |  |  |              |                     |              |              |              |  |
|  | 2           | Petra Cetkovská     | 0                   | 6           | 6           |  |  |              |                     |              |              |              |  |
|  | WC          | Madison Brengle     | 6                   | 3           | 3           |  |  | 2            | Petra Cetkovská     | 3            | 7            | 6            |  |
|  |             | Melanie Oudin       | Melanie Oudin       | 1           | 4           |  |  | 15           | Kateryna Bondarenko | 6            | 5            | 1            |  |
|  | 15          | Kateryna Bondarenko | Kateryna Bondarenko | 6           | 6           |  |  |              |                     |              |              |              |  |

### Sezione 3
|  | Primo turno | Primo turno         | Primo turno | Primo turno | Primo turno |  |  | Ultimo turno | Ultimo turno   | Ultimo turno | Ultimo turno | Ultimo turno |  |
|  |             |                     |             |             |             |  |  |              |                |              |              |              |  |
|  | 3           | Ksenija Pervak      | 4           | 6           | 3           |  |  |              |                |              |              |              |  |
|  |             | Sorana Cîrstea      | 6           | 3           | 6           |  |  |              | Sorana Cîrstea | 4            | 6            | 63           |  |
|  | WC          | Jill Craybas        | 6           | 1           | 6           |  |  | WC           | Jill Craybas   | 6            | 1            | 7            |  |
|  | 22          | Tamarine Tanasugarn | 3           | 6           | 4           |  |  |              |                |              |              |              |  |

### Sezione 4
|  | Primo turno | Primo turno              | Primo turno              | Primo turno | Primo turno |  |  | Ultimo turno | Ultimo turno      | Ultimo turno      | Ultimo turno | Ultimo turno |  |
|  |             |                          |                          |             |             |  |  |              |                   |                   |              |              |  |
|  | 4           | Kimiko Date Krumm        | Kimiko Date Krumm        | 7           | 6           |  |  |              |                   |                   |              |              |  |
|  |             | Patricia Mayr-Achleitner | Patricia Mayr-Achleitner | 5           | 2           |  |  | 4            | Kimiko Date Krumm | Kimiko Date Krumm | 7            | 6            |  |
|  |             | Kristina Barrois         | Kristina Barrois         | 6           | 78          |  |  |              | Kristina Barrois  | Kristina Barrois  | 65           | 4            |  |
|  | 21          | Irina Falconi            | Irina Falconi            | 1           | 6           |  |  |              |                   |                   |              |              |  |

### Sezione 5
|  | Primo turno | Primo turno        | Primo turno        | Primo turno | Primo turno |  |  | Ultimo turno | Ultimo turno       | Ultimo turno       | Ultimo turno | Ultimo turno |  |
|  |             |                    |                    |             |             |  |  |              |                    |                    |              |              |  |
|  | 5           | Bojana Jovanovski  | 6                  | 3           | 6           |  |  |              |                    |                    |              |              |  |
|  |             | Anna Tatišvili     | 3                  | 6           | 2           |  |  | 5            | Bojana Jovanovski  | Bojana Jovanovski  | 6            | 6            |  |
|  |             | Misaki Doi         | Misaki Doi         | 2           | 65          |  |  | 20           | Akgul Amanmuradova | Akgul Amanmuradova | 0            | 3            |  |
|  | 20          | Akgul Amanmuradova | Akgul Amanmuradova | 6           | 7           |  |  |              |                    |                    |              |              |  |

### Sezione 6
|  | Primo turno | Primo turno      | Primo turno      | Primo turno | Primo turno |  |  | Ultimo turno     | Ultimo turno     | Ultimo turno | Ultimo turno | Ultimo turno |  |
|  |             |                  |                  |             |             |  |  |                  |                  |              |              |              |  |
|  | 6           | Alberta Brianti  | Alberta Brianti  | 2           | 5           |  |  |                  |                  |              |              |              |  |
|  |             | Anne Keothavong  | Anne Keothavong  | 6           | 7           |  |  | Anne Keothavong  | Anne Keothavong  | 7            | 65           | 1r           |  |
|  |             | Eléni Daniilídou | Eléni Daniilídou | 6           | 6           |  |  | Eléni Daniilídou | Eléni Daniilídou | 5            | 7            | 4            |  |
|  | 19          | Virginie Razzano | Virginie Razzano | 2           | 2           |  |  |                  |                  |              |              |              |  |

### Sezione 7
|  | Primo turno | Primo turno        | Primo turno        | Primo turno | Primo turno |  |  | Ultimo turno | Ultimo turno       | Ultimo turno       | Ultimo turno | Ultimo turno |  |
|  |             |                    |                    |             |             |  |  |              |                    |                    |              |              |  |
|  | 7           | Sofia Arvidsson    | Sofia Arvidsson    | 6           | 6           |  |  |              |                    |                    |              |              |  |
|  |             | Alizé Cornet       | Alizé Cornet       | 1           | 3           |  |  | 7            | Sofia Arvidsson    | Sofia Arvidsson    | 1            | 4            |  |
|  |             | Chanelle Scheepers | Chanelle Scheepers | 6           | 6           |  |  |              | Chanelle Scheepers | Chanelle Scheepers | 6            | 6            |  |
|  | 18          | Alla Kudrjavceva   | Alla Kudrjavceva   | 1           | 0           |  |  |              |                    |                    |              |              |  |

### Sezione 8
|  | Primo turno | Primo turno                | Primo turno | Primo turno | Primo turno |  |  | Ultimo turno | Ultimo turno         | Ultimo turno         | Ultimo turno | Ultimo turno |  |
|  |             |                            |             |             |             |  |  |              |                      |                      |              |              |  |
|  | 8           | Pauline Parmentier         | 4           | 6           | 6           |  |  |              |                      |                      |              |              |  |
|  | WC          | Julia Cohen                | 6           | 4           | 1           |  |  | 8            | Pauline Parmentier   | Pauline Parmentier   | 5            | 2            |  |
|  |             | Anastasija Rodionova       | 5           | 6           | 7           |  |  |              | Anastasija Rodionova | Anastasija Rodionova | 7            | 6            |  |
|  | 17          | Barbora Záhlavová-Strýcová | 7           | 4           | 5           |  |  |              |                      |                      |              |              |  |

### Sezione 9
|  | Primo turno | Primo turno          | Primo turno          | Primo turno | Primo turno |  |  | Ultimo turno | Ultimo turno         | Ultimo turno | Ultimo turno | Ultimo turno |  |
|  |             |                      |                      |             |             |  |  |              |                      |              |              |              |  |
|  | 9           | Monica Niculescu     | Monica Niculescu     | 7           | 6           |  |  |              |                      |              |              |              |  |
|  |             | Mirjana Lučić        | Mirjana Lučić        | 5           | 0           |  |  | 9            | Monica Niculescu     | 4            | 6            | 6            |  |
|  | WC          | Allie Will           | Allie Will           | 3           | 4           |  |  | 14           | Anastasija Sevastova | 6            | 2            | 3            |  |
|  | 14          | Anastasija Sevastova | Anastasija Sevastova | 6           | 6           |  |  |              |                      |              |              |              |  |

### Sezione 10
|  | Primo turno | Primo turno     | Primo turno     | Primo turno | Primo turno |  |  | Ultimo turno    | Ultimo turno    | Ultimo turno | Ultimo turno | Ultimo turno |  |
|  |             |                 |                 |             |             |  |  |                 |                 |              |              |              |  |
|  | 10          | Elena Baltacha  | Elena Baltacha  | 4           | 1           |  |  |                 |                 |              |              |              |  |
|  |             | Ol'ga Govorcova | Ol'ga Govorcova | 6           | 6           |  |  | Ol'ga Govorcova | Ol'ga Govorcova | 4            | 7            | 4            |  |
|  |             | Zhang Shuai     | Zhang Shuai     | 6           | 6           |  |  | Zhang Shuai     | Zhang Shuai     | 6            | 62           | 6            |  |
|  | 16          | Gréta Arn       | Gréta Arn       | 3           | 4           |  |  |                 |                 |              |              |              |  |

### Sezione 11
|  | Primo turno | Primo turno        | Primo turno        | Primo turno | Primo turno |  |  | Ultimo turno | Ultimo turno | Ultimo turno | Ultimo turno | Ultimo turno |  |
|  |             |                    |                    |             |             |  |  |              |              |              |              |              |  |
|  | 11          | Mathilde Johansson | Mathilde Johansson | 5           | 1           |  |  |              |              |              |              |              |  |
|  | WC          | Alexa Glatch       | Alexa Glatch       | 7           | 6           |  |  | WC           | Alexa Glatch | Alexa Glatch | 6            | 6            |  |
|  |             | Vania King         | 64                 | 6           | 65          |  |  | 13           | Sania Mirza  | Sania Mirza  | 2            | 4            |  |
|  | 13          | Sania Mirza        | 7                  | 2           | 7           |  |  |              |              |              |              |              |  |

### Sezione 12
|  | Primo turno | Primo turno       | Primo turno | Primo turno | Primo turno |  |  | Ultimo turno | Ultimo turno    | Ultimo turno    | Ultimo turno | Ultimo turno |  |
|  |             |                   |             |             |             |  |  |              |                 |                 |              |              |  |
|  | 12          | Johanna Larsson   | 6           | 65          | 6           |  |  |              |                 |                 |              |              |  |
|  |             | Varvara Lepchenko | 1           | 7           | 4           |  |  | 12           | Johanna Larsson | Johanna Larsson | 1            | 2            |  |
|  |             | Coco Vandeweghe   | 6           | 2           | 5           |  |  | 24           | Zheng Jie       | Zheng Jie       | 6            | 6            |  |
|  | 24          | Zheng Jie         | 3           | 6           | 7           |  |  |              |                 |                 |              |              |  |